# Elezioni parlamentari tedesche del 1887
L'elezione del Reichstag del 1887 fu la VII elezione del Reichstag ed ebbe luogo il 21 febbraio 1887.
L'affluenza alle urne fu di poco superiore al 77%, ben al di sopra delle precedenti elezioni del Reichstag. Solo nel 1907 la partecipazione al voto è stata più alta.
L'elezione si svolse dopo che il Consiglio federale e l'Imperatore sciolsero il Reichstag il 14 gennaio 1887 a causa del voto sfavorevole al governo su di proposta di legge a favore dell'esercito proposta dal governo di Otto von Bismarcks al Reichstag. La nuova legge sostituiva la vecchia legge del 1881, che sarebbe scaduta l'anno successivo. L'esercito sarebbe stato aumentato di circa il 10% e portato a 468.000 unità in tempo di pace. La ragione di questa variazione erano le tensioni in politica estera, come il Boulangismo in Francia, e sarebbe dovuta rimanere in vigore per sette anni (Septennat). La resistenza del parlamento sorse non per il contenuto, ma per il lungo periodo di validità. Bismarck respinse le proposte di compromesso dei centristi sperando che le nuove elezioni portassero ad una maggioranza stabile formata da conservatori e nazional-liberali. L'unica preoccupazione del cancelliere uscente fu la possibile influenza dell'erede al trono, considerato liberale, Friedrich Wilhelm, in quanto l'imperatore Guglielmo I aveva 90 anni. Pertante decise che, in caso si costituisse una maggioranza liberale al Reichstag, si sarebbe dimesso.
Il giorno dello scioglimento il DKP, il DRP ed il NLP formarono un'alleanza elettorale per sostenere i migliori candidati. I tre partiti che costituivano il c.d. "Kartellparteien" sostenevano la posizione di Bismarck sul septennat, in questo modo la discussione del provvedimento divenne centrale nella campagna elettorale che si divise sull'idea se l'esercito dovesse essere "Parlamentare" o "Imperiale". La popolazione seguì Bismarck: i partiti del cartello ottennero una vittoria eccezionale, i liberali e socialdemocratici di sinistra furono sconfitti. L'11 marzo 1887 il nuovo "Kartellreichstag“ approvò la norma.
Per la prima volta Otto Böckel che si definì principalmente antisemita, entrò per la prima volta nel Reichstag.

## Risultati

I risultati dell'elezione del Reichstag secondo le circoscrizioni elettorali.

| Orientamento Politico        | Orientamento Politico        | Partiti                                              | Partiti | Voti       | Voti   | Voti      | Seggi | Seggi  | Seggi           |
| ---------------------------- | ---------------------------- | ---------------------------------------------------- | ------- | ---------- | ------ | --------- | ----- | ------ | --------------- |
| Orientamento Politico        | Orientamento Politico        | Partiti                                              | Partiti | in Milioni | %      | Dif. 1884 | Seggi | %      | Differenza 1884 |
| Conservatori                 | Conservatori                 | Partito Conservatore Tedesco (DKP)                   |         | 1,147      | 15,2 % | ±0,0 %    | 80    | 20,2 % | +2              |
| Conservatori                 | Conservatori                 | Partito del Reich tedesco (DRP)                      |         | 0,736      | 9,8 %  | +2,9 %    | 42    | 10,6 % | +14             |
| Liberali                     | Destra-                      | Partito Nazionale Liberale (NLP)                     |         | 1,678      | 22,2 % | +4,6 %    | 97    | 24,4 % | +46             |
| Liberali                     |                              | Liberali Indipendenti                                |         | n/a        | n/a    | n/a       | 3     | 0,8 %  | +3              |
| Liberali                     | Sinistra-                    | Partito Liberale Tedesco (DFP)                       |         | 0.973      | 12,9 % | −4,7 %    | 32    | 8,1 %  | −35             |
| Liberali                     | Sinistra-                    | Partito Popolare Tedesco (DtVP)                      |         | 0,089      | 1,2 %  | −0,5 %    | -     | -      | −7              |
| Cattolici                    | Cattolici                    | Partito di Centro Tedesco (Zentrum)                  |         | 1,516      | 20,1 % | −2,5 %    | 98    | 24,7 % | −1              |
| Socialisti                   | Socialisti                   | Partito Socialista dei Lavoratori di Germania (SAPD) |         | 0,763      | 10,1 % | +0,4 %    | 11    | 2,8 %  | −13             |
| Partiti regionali, minoranze | Partiti regionali, minoranze | Partito Tedesco di Hannover (DHP)                    |         | 0,113      | 1,5 %  | −0,2 %    | 4     | 1,0 %  | −7              |
| Partiti regionali, minoranze | Partiti regionali, minoranze | Polacchi                                             |         | 0,220      | 2,9 %  | −0,7 %    | 13    | 3,3 %  | −3              |
| Partiti regionali, minoranze | Partiti regionali, minoranze | Danesi                                               |         | 0,012      | 0,2 %  | −0,1 %    | 1     | 0,3 %  | ±0              |
| Partiti regionali, minoranze | Partiti regionali, minoranze | Alsaziani e Loreni                                   |         | 0,234      | 3,1 %  | +0,2 %    | 15    | 3,8 %  | ±0              |
|                              |                              | Antisemiti                                           |         | 0,012      | 0,2 %  | +0,2 %    | 1     | 0,3 %  | +1              |
|                              |                              | Altri                                                |         | 0,048      | 0,6 %  | +0,4 %    | -     | -      | ±0              |
| Totale                       | Totale                       | Totale                                               | Totale  | 7,541      | 100 %  |           | 397   | 100 %  |                 |

## I gruppi del VII Reichstags
Nel VII Reichstag, diversi parlamentari non hanno aderito al gruppo del proprio partito e sono rimasti senza alcun gruppo. Tre deputati DHP si unirono al Zentrum. A causa di decessi e seggi inammissibili, all'inizio della legislatura il Reichstag contava solo 394 membri, suddivisi tra i seguenti gruppi:
| Centrista            | 101 |
| Nazional-Liberale    | 96  |
| Conservatore         | 78  |
| Liberal-Conservatore | 42  |
| Liberali             | 31  |
| Polacchi             | 12  |
| Socialdemocratico    | 11  |
| Danesi               | 1   |
| Indipendenti         | 22  |

Durante il resto della legislatura, la forza dei singoli gruppi politici è cambiata più volte a causa delle elezioni suppletive e dei cambiamenti nei gruppi parlamentari.